# Сравнительная иллюзия
В лингвистике сравнительные иллюзии ( КИ ) или предложения Эшера — сравнительные предложения, которые на первый взгляд кажутся правильными, но при ближайшем рассмотрении в них не оказывается смысла. Типичный пример предложения из английского языка, используемого для описания этого феномена, звучит так: «More people have been to Russia than I have» («В России побывало больше людей, чем я»). Этот эффект наблюдается и в других языках. Некоторые исследования показали, что, по крайней мере, в английском языке сравнительная иллюзия проявляется сильнее в предложениях, в которых сказуемое повторяется. Также было обнаружено, что эффект сильнее в некоторых случаях, когда во второй клаузе есть подлежащее во множественном числе.

## Анализ неграмматичности
Предложения Эшера неграмматичны, потому что подлежащее в матричном предложении, например, больше людей, сравнивает два набора людей, но во второй клаузе набора людей нет. Чтобы предложение стало грамматически приемлемым, подлежащее во втором предложении нужно поставить в множественное число. Лингвисты называют поразительным тот факт, что, несмотря на то, что грамматика этих предложений не имеет осмысленной интерпретации, люди часто утверждают, что они звучат приемлемо, и что примечательно, редко замечают наличие ошибки.

## История

Лестница Пенроуза : «Поскольку этот объект изучается по его поверхностям, переоценка должна производиться очень часто».

Считается, что такого рода предложения были впервые отмечены в диссертации Марио Монтальбетти для Массачусетского технологического института, написанной в 1984 году. В прологе он благодарит Германа Шульце «за то, что он произнес самую удивительную фразу, которую я когда-либо слышал: в Берлине побывало больше людей, чем я», хотя в самой диссертации такие предложения не обсуждаются. Схожие примеры с Россией вместо Берлина кратко обсуждались в психолингвистической работе 1990-х и 2000-х годов Томасом Бевером и его коллегами.
После того, как Джим Макклоски обратил внимание Джеффри К. Пуллума на этот феномен, последний пишет о нем в статье в Language Log в 2004 году. На следующий день Марк Либерман назвал такие предложения «предложениями Эшера» в связи с литографией М.К. Эшера 1960 года «Восхождение и нисхождение».

Фактические свидетельства этой конструкции, хоть и редко, но появлялись в естественной речи. Language Log отметил такие примеры, как:
1. In Michigan and Minnesota, more people found Mr Bush's ads negative than they did Mr Kerry's.[11]
2. With him breathing down my neck, I was still able to focus on what I was doing ... More people have analyzed it than I have, but it's a nice notion that Tiger was up near the lead and I outplayed him.[12]
3. I admit that more people have been to Iraq than I have, so I don't know everything[13]

. Другим примером является следующий твит Дэна Разера: 
1. I think there are more candidates on stage who speak Spanish more fluently than our president speaks English.

## Исследование
Эксперименты по приемлемости иллюзорных сравнительных предложений дали результаты, которые «сильно рознятся как внутри исследований, так и между ними». Несмотря на то, что иллюзия приемлемости для сравнительных иллюзий неофициально сообщается для носителей фарерского, немецкого, исландского, польского и шведского языков, систематическое исследование в основном сосредоточилось на английском языке. Тем не менее, нейролингвист Орхусского университета Кен Рамшой Кристенсен провел несколько экспериментов по сравнительной иллюзии, встречающейся в датском языке.

### Воспринятие значений
Когда носителей датского (da) и шведского (sv) языков спросили, что означает (А), их ответы попали в одну из следующих категорий:
(А) Flere folk har været i Paris end jeg har.
"More people have been in Paris than I have."

"В Париже побывало больше людей, чем я."
1. Некоторые люди были в Париже [кроме меня]. (da: 28.9%; sv: 12.0%)
2. В Париже побывало больше людей [чем (только) я]. (da: 21.1%; sv: 28.0%)
3. Некоторые люди были в Париже [чаще чем я]. (da: 15.8%; sv: 4.0%)
4. В Париже побывало больше людей [чем я владею]. (da: 13.2%; sv: 16.0%)
5. Другое (например, повторение оригинального предложения). (da: 13.2%; sv: 12.0%)
6. Предложение не имеет смысла. (da: 7.9%; sv: 28.0%)

Парафраз (4) фактически является единственной возможной интерпретацией (А); это возможно из-за лексической неоднозначности глагола har «иметь». Он может быть и вспомогательным глаголом, и лексическим глаголом, как have в английском языке. Однако большинство участников (da: 78,9%; sv: 56%) дали парафраз, который не вытекает из грамматики. Другое исследование, в котором датчанам приходилось выбирать из набора перефразировок, является ли предложение бессмысленным или означает что-то, люди выбирали «Это бессмыслица» для сравнительных иллюзий в 63% случаев. Лишь в 37% случаев опрошенные выбирали, что предложения что-то значили.